# Delfina Merino
Pour les articles homonymes, voir Merino.
Delfina Merino, née le 15 octobre 1989 à Vicente López, est une joueuse argentine de hockey sur gazon.

## Carrière
Avec l'équipe d'Argentine de hockey sur gazon féminin, Delfina Merino est médaillée d'argent des Jeux olympiques de 2012, vainqueur de la Coupe du monde de hockey sur gazon féminin 2010, troisième de la Coupe du monde de hockey sur gazon féminin 2014, vainqueur de la Ligue mondiale de hockey sur gazon féminin 2014-2015, vainqueur du Champions Trophy en 2009, 2010, 2012, 2014 et 2016, finaliste du Champions Trophy en 2011 et deuxième des Jeux panaméricains de 2011 et de 2015.